# 亞納奧爾科山 (蘭吉區-馬蘭加尼區)
14°24′50″S 71°13′47″W / 14.41389°S 71.22972°W
亞納奧爾科山（Yana Urqu）是秘魯的山峰，位於該國南部庫斯科大區，由蘭吉區和馬蘭加尼區負責管轄，屬於安地斯山脈的一部分，海拔高度約4,800米。